# 高橋和勧
高橋 和勧（たかはし かずゆき、1966年8月23日 - ）は、日本の俳優、映画監督。所属事務所は嵐レコード。身長187cm、血液型AB型。

## 経歴・人物
東京都杉並区出身（故地は愛媛県温泉郡中島町（現・松山市中島））。
上宮高校を卒業。その後、1996年Y・T企業コンサルタント（大蔵省近畿財務局承認）を設立。同じく中島出身である金子正次の影響で、2004年に俳優となる。
2011年にNPO法人ワップフィルムを設立。「映画を通じた地域創生」を目的とするリージョンフィルム（地域映画）を手がける。
2012年9月、内閣官房地域活性化統合事務局（地域活性化統合本部）付の「地域活性化伝道師」に任命される（ただし、任命以後2023年度までの間に伝道師としての地域派遣実績はない）。
2013年7月、東京都大田区蒲田のキネマ通り商店街の空き家をリノベーションし、キネマフューチャーセンター（多目的ホールおよびミニシアター）を設立、運営する。

## 寄稿等
- 2013年7月 月刊『信用金庫』第67巻第7号 ISSN 1343-5280 46-51頁
- 2014年5月 月刊『金融ジャーナル』第55巻第5号通巻693号 ISSN 04539176 58-61頁

## 映画作品
- 隠し通す愛のBIGAKU
- 商店街な人（2010年、ワップフィルム）
- 未来シャッター（2015年、ワップフィルム）

## 映画出演
- 隣人13号
- メールで届いた物語
- それでもボクはやってない

## テレビ出演
- ドールハウス（2004年、TBS）
- 火曜サスペンス劇場「うさぎと亀2」
- らんぼう2
- 特命係長 只野仁
- 富豪刑事
- 特命!刑事どん亀
- 逃亡弁護士